# Hit and Fun
Hit and Fun è una compilation della band giapponese Puffy AmiYumi pubblicata nel febbraio 2007. La maggior parte delle canzoni presenti sono state precedentemente pubblicate in singoli e l'album include pezzi scelti appositamente dai fan tramite un sondaggio internet. Dell'album esiste anche una edizione limitata, con un cd contenente 4 bonus track.

## Tracce

### CD 1
1. Tokyo I'm on My Way
2. 海へと (Umi e To)
3. 渚にまつわるエトセトラ (Nagisa ni matsuwaru etc.)
4. Hi Hi
5. 働く男 (Hataraku Otoko)
6. Akai Buranko/Planet Tokyo|赤いブランコ (Akai Buranko)
7. Circuit no Musume|サーキットの娘 (Curcuit no Musume)
8. パフィーのルール (Puffy no Rule - Puffy's Rule)
9. Kore ga watashi no ikiru michi
10. ともだち (Tomodachi - Friends)
11. モグラライク (Mogura Like)
12. ブギウギ No.5 (Boogie Woogie No.5)
13. Teen Titans Theme
14. 人にやさしく (Hito ni Yasashiku)
15. 愛のしるし (Ai no Shirushi)
16. Invisible Tomorrow
17. ハズムリズム (Hazumu Rizumu)
18. たららん (Tararan)
19. アジアの純真 (Asia no Junshin)
20. オトメモリアル (Otomemoriaru)

### CD 2
(disponibile solo nella edizione limitata)
1. Call Me What You Like
2. Go Baby Power Now
3. TEEN TITANS THEME -POLYSICS' CR-06 MIX-
4. Basket Case (Live at 日比谷野音 2006/5/13)